# يان باترورث
يان باترورث (بالإنجليزية: Ian Butterworth)‏ هو لاعب كرة قدم بريطاني، ولد في 25 يناير 1964 في كرو (تشيشير) في المملكة المتحدة. شارك مع منتخب إنجلترا تحت 21 سنة لكرة القدم. أما مع النوادي، فقد لعب مع كوفنتري سيتي وكولورادو رابيدز ونادي براغي ونادي كينغز لين ونوتينغهام فورست ونورويتش سيتي.

## وصلات خارجية
- يان باترورث على موقع الدوري الأمريكي (الإنجليزية)
- يان باترورث على موقع قاعدة بيانات كرة القدم.إي يو (الإنجليزية)
- يان باترورث على موقع Soccerbase.com (لاعب) (الإنجليزية)
- يان باترورث على موقع عالم كرة القدم.نت (الإنجليزية)